# つくば牛久インターチェンジ
つくば牛久インターチェンジ（つくばうしくインターチェンジ）は、茨城県つくば市稲岡にある首都圏中央連絡自動車道（圏央道）のインターチェンジである。
当ICはつくば市の南東部に所在し、IC名にある牛久市と接している場所に設置されていないが、牛久市及び土浦市に近接した立地となっている。本線との合流部を隣接するつくばJCTと共有しているため、車線変更することなく行き来することができる。

## 歴史
- 2003年（平成15年）3月29日：つくばJCT - つくば牛久IC間開通に伴い、供用開始[1]。
- 2007年（平成19年）3月10日：つくば牛久IC - 阿見東IC間開通[2]。
- 2025年（令和7年）8月29日：つくば牛久IC - 牛久阿見IC間が4車線化[3]。（予定）

## 周辺
- ひたち野うしく駅
- イオンモールつくば
- 茨城県立牛久栄進高等学校
- 筑波農林研究団地
  - 畜産草地研究所
  - 森林総合研究所
  - 農業環境技術研究所

## 接続する道路
- 直接接続
  - C4首都圏中央連絡自動車道(81番)
  - 国道6号（牛久土浦バイパス）

- 間接接続
  - 国道354号
  - 国道408号
  - 茨城県道274号牛久赤塚線（通称:学園西大通り）

## 隣
C4 首都圏中央連絡自動車道
(76)つくば中央IC - (80)つくばJCT - (81)つくば牛久IC - (82)牛久阿見IC